# Вантадур, Шарлотта де Ламот-Уданкур
Шарло́тта де Ламо́т-Уданку́р (фр. Charlotte-Eléonore Magdeleine de la Mothe-Houdancourt; 1654, Королевство Франция — 13 декабря 1744, Версаль) — французская аристократка, ставшая после замужества герцогиней Вантадур (duchesse de Ventadour), известна как воспитательница короля Франции Людовика XV. Она смогла оградить юного наследника французского престола от услуг королевских медиков. Мадам де Вантадур имела официальный титул воспитателя королевских детей, подобно своей матери, внучке и правнучке.

## Биография
Шарлотта была младшей из трёх дочерей Филиппа де Ламот-Уданкура, герцога Кардонского, маршала и пэра Франции и Луизы де При, маркизы де Туси, воспитательницы королевских детей.
14 марта 1671 года в Париже 17-летняя Шарлотта вышла замуж за 24-летнего Луи-Шарля де Леви, герцога де Вантадур, барона Рошмора, королевского наместника в провинции Лимузен (1647—1717). Молодой герцог из рода Леви приходился внуком французскому военачальнику Анну де Леви.
Единственная дочь Шарлотты, Анна Женевьева, родилась в 1673 году. Вскоре после 1673 года, оскорблённая публичным распутством супруга, Шарлотта ушла от мужа и поселилась в Париже. Только после смерти супруга в 1717 году она стала полностью свободной.
В 1685 году Шарлотта унаследовала от своего дяди, Анри де Ламот-Уданкура, сеньории Роберваль, Рюи и Вербери, а также крупную денежную сумму. Благодаря этому обстоятельству Луи-Шарль де Леви-Вантадур стал сеньором де Роберваль.
Дочь Шарлотты вышла замуж 16 февраля 1691 года за Луи-Шарля де Латур д’Овернь, принца Тюренн, наследника герцогов Буйонских (родился 14 января 1665 года). В качестве приданого он получил сеньорию Роберваль.
Во втором браке Анна-Женевьева вышла замуж за Эркюля-Мериадека де Рогана-Субиза; в этом браке в 1697 году родился сын, Жюль Франсуа Луи де Роган-Субиз, ставший впоследствии капитан-лейтенантом королевской гвардии.
Шарлотта скончалась 15 декабря 1744 года в возрасте 89 лет, находясь в усадьбе Глатиньи, неподалёку от Версальского дворца.

## Воспитательница королевских детей
Подобно своей матери, 50-летняя мадам Вантадур, служа фрейлиной, в 1704 году получила назначение на должность гувернантки новорожденного герцога Бретонского, первого правнука короля Людовика XIV. Ей помогала младшая гувернантка, мадам де Лаланд.
Её мать, Луиза де При, скончалась в 1709 году. Известен портрет, на котором мадам Вантадур представлена в траурном облачении, держа за помочи маленького герцога Бретонского, в обществе короля Людовика XIV, Великого Дофина и герцога Бургундского.
В трагичном для королевской семьи 1712 году скончалась дофина, заразившись корью, за которой через 6 дней последовал дофин, а менее чем через месяц умер их старший сын, герцог Бретонский. Невзирая на обычаи того времени, Шарлотта не считалась с авторитетом придворных медиков и не допустила врачей к маленькому герцогу Анжуйскому, ставшему затем королём Людовиком XV, ухаживая за ним самостоятельно. Мальчик ласково называл гувернантку «маменька Вантадур». В итоге наследник Бурбонов выжил.
В 1717 году по достижении 7-летнего возраста Людовику XV сменили воспитателя. Новым гувернёром стал 78-летний маршал Вильруа, сын воспитателя Людовика XIV и добрый друг мадам Вантадур, которую затем назначили придворной дамой вдовствовавшей герцогини Орлеанской, матери регента Франции.
В 1727 году мадам Вантадур назначили воспитательницей детей уже самого Людовика XV, а её внучке, герцогине Талар, пожаловали особый титул «survivancière». Таким образом, обязанность воспитания королевских детей должна была оставаться в семье, что являлось доказательством доверия и привязанности короля Людовика XV.
Тем не менее начиная с 1738 года по соображениям экономии молодых принцесс, ещё не достигших шестилетнего возраста, стали отправлять для завершения образования в аббатство Фонтевро.